# محاري مستدق
محاري مستدق (الاسم العلمي: Pleurotus acerosus) هو نوع من الفطريات يتبع جنس المحاري من فصيلة المحارية.